# Dörte Kuhlmann
Dörte Kuhlmann (* 1968 in Hoya, Niedersachsen) ist eine deutsche Architektin, Autorin und Kuratorin.

## Leben
Dörte Kuhlmann studierte Architektur an der Technischen Hochschule Hannover und an der TU Wien und promovierte an der Bauhaus-Universität Weimar. Sie ist außerordentliche Professorin an der Technischen Universität Wien mit den Forschungsschwerpunkten Architekturtheorie, Gender Studies, Organische Architektur und Design Methoden. Zuvor hatte sie an der Bauhaus-Universität in Weimar und an der University of Illinois at Chicago unterrichtet.

## Publikationen
- mit K. Jormakka: Wood with a Difference. Österreichische Studierende präsentieren finnische Architektur. Selene, Wien 2008, ISBN 978-3-85266-285-5
- mit K. Jormakka u. O. Schürer (Hrsg.): Design Methods. Birkhäuser, Basel 2007, ISBN 978-3-7643-8463-0.
- Raum, Macht, Differenz. Gender in der Architektur. 2. Auflage. Edition Selene, Wien 2005, ISBN 3-85266-198-6.
- Lebendige Architektur. Metamorphosen des Organizismus. Universitätsverlag Bauhaus-Universität, Weimar 1998, ISBN 3-86068-094-3 (zugleich Dissertation mit dem Titel Metamorphosen des Organizismus. Zur Formensprache der Lebendigen Architektur von Imre Makovecz.)
- (als Hrsg.): Mensch und Natur. Alvar Aalto in Deutschland. Universitätsverlag Weimar, Weimar 1999, ISBN 3-86068-113-3.
- Raum, Macht, Differenz. Gender in der Architektur. selene, Wien 2003, ISBN 3-85266-198-6.
- mit S. Hnilica, K. Jormakka (Hrsg.): Building Power. Architektur, Macht, Geschlecht. Edition Selene, Wien 2003, ISBN 3-85266-209-5.
- mit C. Jencks, H. Schimek et al. (Hrsg.): Cybertecture. Die 4. Dimension in der Architektur. Löcker Verlag, Wien 2001, ISBN 3-85409-349-7.
- mit K. Jormakka (Hrsg.): Building Gender. Geschlecht und Architektur. Selene, Wien 2002, ISBN 3-85266-181-1.